# Вільковия (Ласький повіт)
Вільковия (пол. Wilkowyja) — село в Польщі, у гміні Бучек Ласького повіту Лодзинського воєводства.